# Otoplanella schultzi
Otoplanella schultzi är en plattmaskart som först beskrevs av Ax 1951, och fick sitt nu gällande namn av Ax 1955. Otoplanella schultzi ingår i släktet Otoplanella och familjen Otoplanidae. Inga underarter finns listade i Catalogue of Life.